# Естонська хокейна ліга 2016—2017
Естонська хокейна ліга 2016—2017 — 77-й розіграш чемпіонату ЕХЛ. Регулярний чемпіонат стартував 22 жовтня 2016, а фінішував 25 березня 2017. В сезоні 2016—17 брали участь чотири клуби.

## Регулярний сезон
| М  | Команда               | І  | В | ВО | ПО | П  | Ш      | О  |
| -- | --------------------- | -- | - | -- | -- | -- | ------ | -- |
| 1. | ХК «Вікінг» (Таллінн) | 12 | 9 | 0  | 0  | 3  | 95:42  | 27 |
| 2. | ХК «Таллінн»          | 12 | 7 | 0  | 0  | 5  | 74:54  | 21 |
| 3. | Нарва ПСК             | 12 | 7 | 0  | 0  | 5  | 71:54  | 21 |
| 4. | Ноортекоондіс         | 12 | 1 | 0  | 0  | 11 | 37:127 | 3  |

Джерело: icehockey [Архівовано 11 березня 2017 у Wayback Machine.]

Скорочення: М = підсумкове місце, І = ігри, В = перемоги, ВО = перемога в овертаймі або по булітах, ПО = поразки в овертаймі або по булітах, П = поразки, Ш = закинуті та пропущені шайби, О = набрані очки

## Плей-оф

### Півфінал
| ХК «Таллінн» – Нарва ПСК | ХК «Таллінн» – Нарва ПСК | ХК «Таллінн» – Нарва ПСК |
| ------------------------ | ------------------------ | ------------------------ |
| 11 березня 2017          | Нарва ПСК – ХК «Таллінн» | 3:2 (1:0, 1:0, 1:2)      |
| 12 березня 2017          | ХК «Таллінн» – Нарва ПСК | 2:3 (0:1, 0:1, 2:1)      |
| Серія: 0:2               |                          |                          |

### Фінал
| ХК «Вікінг» – Нарва ПСК | ХК «Вікінг» – Нарва ПСК | ХК «Вікінг» – Нарва ПСК |
| ----------------------- | ----------------------- | ----------------------- |
| 18 березня 2017         | ХК «Вікінг» – Нарва ПСК | 0:3 (0:2, 0:0, 0:1)     |
| 19 березня 2017         | Нарва ПСК – ХК «Вікінг» | 3:5 (1:2, 0:1, 2:2)     |
| 22 березня 2017         | ХК «Вікінг» – Нарва ПСК | 4:6 (3:1 ; 0:5 ; 1:0)   |
| 25 березня 2017         | Нарва ПСК – ХК «Вікінг» | 3:2 (1:1 ; 2:0 ; 0:1)   |
| Серія: 1:3              |                         |                         |

Джерело: icehockey [Архівовано 20 березня 2017 у Wayback Machine.]